# Mursa Major
Mursa o Mursia (Μοῦρσα, Μουρσία), també anomenada Mursa Major per distingir-la de Mursella (Mersella) o Mursa Minor, fou una colònia romana a la baixa Panònia (Aelia Mursa). Fou residència del governador de Panònia. A la rodalia de Mursa, l'emperador Galiè va derrotar a Ingebus. Constantí el Gran la va fer seu d'un bisbat el 338. Sota els otomans es va dir Essek.
Correspon a l'actual ciutat d'Osijek, a Croàcia.